# Trith-Saint-Léger
 Trith-Saint-Léger  là một xã của tỉnh Nord, thuộc vùng Hauts-de-France, miền bắc nước Pháp.